# Герб Жировичів
Герб Жировичів — герб агромістечка Жировичі Слонімського району Гродненської області, Білорусь. Герб затверджений Указом президента Республіки Білорусь від 24 липня 2014 року № 373.

## Історія

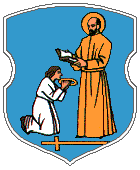
Історичний герб Жировичів

Жировичі отримали у 1652 році Магдебурзьке право від короля і великого князя Яна ІІ Казимира. Незабаром вони стали великим торговим центром, який користувався власним гербом: «в блакитному полі зображення двох чоловіків — той, що справа стоїть на колінах, а той, що зліва тримає в простягнутих руках книгу».
Ймовірно, на гербі зображені Іван Мелешко і святий Йосафат Кунцевич. Шляхтич Григорій Тризна, маршалок Слонімський, познайомив ігумена Битенского монастиря Йосафата Кунцевича зі своїм православним сусідом Іваном Мелешком, Смоленським каштеляном. Під впливом ієромонаха Йосафата Іван Мелешко прийняв Унію і подарував монахам Жировичі, де була церква з чудотворною іконою Богородиці. Шляхтич Іван Мелешко разом з дружиною Анною з Фурсів спорудили в Жировичах монастир і 29 жовтня 1613 року урочисто ввели туди Йосафата Кунцевича з його ченцями. Йосафат Кунцевич став першим ігуменом Жировицького монастиря.

## Опис
Сучасний герб Жировичів  — це бароковий щит, в блакитному полі якого зображено дві чоловічі фігури: права в білому одязі, на колінах, ліва (Йосафат Кунцевич) в чорному вбранні з німбом над головою, тримає в простягнутих руках книгу. У нижній частині герба зображений золотий меч.